# Kernkwaliteit
De kernkwaliteiten van een onderneming zijn die aspecten waar de onderneming goed in is. Het begrip is door Hamel en Prahalad (1990) geïntroduceerd in een artikel in de Harvard Business Review.

## Kenmerken
Hamel en Prahalad geven drie criteria waaraan een kernkwaliteit moet voldoen:
1. Het moet consumenten een voordeel verschaffen
2. Het moet moeilijk voor concurrenten zijn het te imiteren
3. Het kan over meerdere producten en markten ingezet worden

Kernkwaliteiten kunnen verschillende vormen aannemen. Voorbeelden zijn technische kennis, de betrouwbare processen of nauwe banden met consumenten en leveranciers. Andere mogelijke kernkwaliteiten zijn het innovatievermogen van de firma of zelfs de mate van toewijding van het personeel. Tegenwoordig is de opvatting dat de meeste activiteiten die geen kernkwaliteit zijn of hier nauw mee samenhangen, het best uitbesteed (geoutsourcet) kunnen worden.
Als een kernkwaliteit op de lange termijn voordeel voor een onderneming oplevert, wordt er ook van een duurzaam concurrentievoordeel gesproken.
Naast één of meerdere kerncompetenties heeft een organisatie ook noodzakelijke competenties (competenties die niet onderscheidend zijn, maar wel noodzakelijk voor het voortbestaan) en uitwisselbare competenties.

## Voorbeeld
Een voorbeeld van een kerncompetentie is het ontwerpen van digitale technologie in een modern, futuristisch ontwerp door Apple. Denk bijvoorbeeld aan de iMac of de iPod. Een ander voorbeeld is het produceren van luxe horloges die de eigenaar een bepaalde status geven door Rolex.

## Kerncompetenties van personen
Onder competenties van personen worden wel gedragseigenschappen en kennisniveau verstaan. De belangrijkste of meest ontwikkelde van deze competenties worden de kerncompetenties genoemd. Hierover zijn diverse theorieën en modellen ontwikkeld. In het personeelsbeleid (met name humanresourcemanagement) wordt wel gebruikgemaakt van competentiemanagement.